# 신한고등학교
신한고등학교(新韓高等學校)은 대한민국 경기도 평택시 비전동에 있는 사립 고등학교이다.

## 학교 연혁
- 1965년 12월 29일 : 학교법인 안세학원 설립 인가, 설립자 안관섭 이사장 취임
- 1966년 3월 1일 : 초대 박남규 교장 취임
- 1968년 1월 19일 : 평택 동고등학교 설립 인가
- 1985년 3월 16일 : 학교법인 한영학원으로 법인 변경, 초대 한영대 이사장 취임
- 1987년 1월 31일 : 5층 특별실 1,914m2 준공
- 1988년 3월 1일 : 신한고등학교로 교명 변경
- 1990년 12월 28일 : 학교법인 신한학원으로 법인변경
- 1996년 9월 30일 : 강당 체육관 준공 2,440m2
- 1999년 7월 7일 : 신한고등학교 남녀공학 승인
- 2010년 5월 10일 : 신한학사 준공(연면적 2,688.05m2)
- 2018년 1월 4일 : 제4대 한석범 이사장 취임
- 2023년 3월 1일 : 제8대 유원영 교장 취임
- 2024년 1월 8일 : 제54회 졸업식 284명, 총 졸업생 수 18,452명
- 2024년 3월 4일 : 신입생 입학(335명)

## 참고 자료
- 신한고등학교 - 한국교육학술정보원 학교알리미